# Леополд Седар Сенгор
Леополд Седар Сенгор (Жоал, 9. октобар 1906 — Версон, 20. децембар 2001), је био афрички вођа, први председник независног Сенегала, песник, политичар и оснивач Сенегалског демократског блока. Реформирао је афрички социјализам, оставши у добрим односима са Француском и западним силама. Написао је неколико књига, а за једну од њих је предговор написао чак Жан-Пол Сартр.
Владао је од 6. септембра 1960. до 31. децембра 1980. У 80-им годинама његова политика није имала успеха. Предао је власт свом премијеру који је на власти био од 1981. до 2000. Дана 1983. Леополда су питали да се придружи Француској академији. Основао је покрет Негритуде који се борио за укидање утицаја колонизатора на афричке народе.
Умро је у 95. години, у Нормандији, а покопан је у родном месту.

## Ране године: 1906–28
Леополд Седар Сенгор је рођен 9. октобра 1906. у граду Жоал, неких 110 километара јужно од Дакара, главног града Сенегала. Његов отац, Басиле Диогоје Сенгор, био је богати трговац кикирикијем који је припадао буржоаском народу Серер. Речено је да је Басиле Сенгор био богата особа и да је поседовао хиљаде грла стоке и огромне површине земље, од којих му је неке дао његов рођак, краљ Сине. Гнилане Ндијеме Бахум (1861–1948), Сенхорова мајка, трећа жена његовог оца, муслиманка фуланског порекла која је припадао племену Табор, рођена је у близини Ђилора. Родила је шесторо деце, међу којима и два сина. Сенгоров извод из матичне књиге рођених наводи да је рођен 9. октобра 1906; међутим, постоји неслагање са његовим сведочанством о крштењу, у којем се наводи да се то догодило 9. августа 1906. године. Његово серерско средње име Седар потиче из серерског језика, и значи „онај који неће бити понижен“ или „онај кога не можете понизити“. Његово презиме Сенгор је комбинација серерских речи Сене (серерско презиме и име врховног божанства у серерској религији званог Рог Сене) и гор, чија је етимологија кор на серерском језику, што значи мушкарац или човек. Тукура Бадијар Сенгор, принц од Сине и фигура од које се наводи да је Леополд Седар Сенгор водио порекло, био је серерски племић из 13. века.
Са осам година, Сенгор је започео студије у Сенегалу у Нгасобил интернату Очева Светог Духа. Године 1922, уписао је богословију у Дакару. Након што му је речено да верски живот није за њега, отишао је у секуларну институцију. Тада је већ био страствен за француску књижевност. Добитник је одликовања из француског, латинског, грчког и алгебре. Са завршеном матуром, добио је стипендију за наставак студија у Француској.

## „Шеснаест година лутања”: 1928–1944
Године 1928, Сенгор је отпловио из Сенегала за Француску, почевши, према његовим речима, „шеснаест година лутања.“ Почевши својих пост-средњих студија на Сорбони, напустио је и отишао у Лицеј Луј-ле-Гранд да би завршио његов припремни курс за упис у Вишу нормалну школу, велику школу. Анри Кефелек, Роберт Вердије и Жорж Помпиду су такође студирали на овој елитној институцији. Након што је пао на пријемном испиту, Сенгор се припремао за своју граматичку агрегацију. Добио је агрегацију 1935. након неуспелог првог покушаја.

### Академска каријера
Сенгор је дипломирао на Универзитету у Паризу, где је добио агрегацију из француске граматике. Потом је именован за професора на универзитетима у Туру и Паризу, где је предавао у периоду 1935–45.
Сенгор је започео своје године подучавања у лицеју Рене-Декарта у Туру; предавао је и у лицеју Марселин-Бертело у Сен Мор-де-Фосу код Париза. Такође је студирао лингвистику коју је предавала Лилијас Хомбургер на Практичној школи за више образовање. Студирао је код истакнутих друштвених научника као што су Марсел Коен, Марсел Мо и Пол Ривет (директор Института за етнологију у Паризу). Сенгор је, заједно са другим интелектуалцима из афричке дијаспоре који су дошли да студирају у колонијалној престоници, сковао термин и осмислио појам „негритуда“, што је био одговор на расизам који је још увек преовладавао у Француској. То је претворило расно ниподаштавање nègre у позитивно конотирану прославу афричке културе и карактера. Идеја негритуде не само да је утицала на Сенгорову културну критику и књижевни рад, већ је постала и водећи принцип његове политичке мисли у његовој државничкој каријери.

## Радови
- Prière aux masques (c. 1935 – published in collected works during the 1940s).
- Chants d'ombre (1945)
- Hosties noires. 1948.
- Anthologie de la nouvelle poésie nègre et malgache (1948)
- La Belle Histoire de Leuk-le-Lièvre (1953)
- Éthiopiques (1956)
- Nocturnes. English tr. by Clive Wake and John O. Reed, Nocturnes, London: Heinemann Educational, 1969. African Writers Series 71. 1961..
- Nation et voie africaine du socialisme. 1961.
- Pierre Teilhard de Chardin et la politique africaine. 1962.
- Poèmes (1964).
- Lettres de d'hivernage (1973)
- Élégies majeures (1979)
- La Poésie de l'action: conversation avec Mohamed Aziza (1980)
- Ce que je crois. 1988.